# 100 Club Punk Festival
El 100 Club Punk Festival (conocido también como 100 Club Punk Special) fue un evento de dos días que tuvo lugar en el 100 Club, un local dedicado al jazz ubicado en Oxford Street, Londres, Reino Unido, los días 20 y 21 de septiembre de 1976. El concierto contó con la participación de ocho bandas de punk rock, la mayoría de ellas sin contrato discográfico. Las bandas presentes estaban ligadas a la nueva escena del punk británico. El concierto marcó un paso evolutivo del movimiento, en el momento en que el punk comenzaba a salir del underground para acercarse al mainstream.

## Promoción
A principios de septiembre de 1976, el promotor de conciertos y dueño del 100 Club, Ron Watts, contactó con Malcolm McLaren, representante de la banda de punk Sex Pistols, para proponerles como cabeza de cartel del evento. Después, les presentaron la idea a The Damned y The Clash, aceptando ambos. En el caso de Siouxsie And The Banshees, fueron ellos mismos los que le pidieron a Watts participar (la banda, de hecho, no existía aun cuando hicieron la propuesta). McLaren presentó a los franceses Stinky Toys y a un puñado de bandas más de Mánchester.
El entusiasmo que suscitó el acontecimiento fue en gran medida gracias a la promoción de la periodista Caroline Coon, de la revista Melody Maker.

## Alineación
Lunes, 20 de septiembre
- Subway Sect
- Siouxsie And The Banshees
- The Clash
- Sex Pistols

Martes, 21 de septiembre
- Stinky Toys
- Chris Spedding & The Vibrators
- The Damned
- Buzzcocks

## Actuaciones
The Vibrators era una banda nueva que acababa de empezar a componer su propia música y, gracias a la insistencia de Ron Watts, decidieron tocar junto a Chris Spedding para el concierto (quien estaba contratado para el concierto de la segunda noche, pero no tenía una banda de apoyo). Spedding enseñó a The Vibrators unas cuantas canciones en el camerino justo antes del concierto, sin tiempo para un ensayo real.
El set de Siouxsie And The Banshees fue completamente improvisado. No se sabían ni tocaron ninguna canción, siendo su actuación una performance. Siouxsie, por ejemplo, recitó el Padre nuestro (The Lords Prayer) y textos memorizados de la misma índole.
Ninguno de los conciertos estuvo precedido de ensayos. Ron Watts dijo: "Sólo era gente que se levantaba e intentaba hacer algo".

## Público
Mucha gente de la que después estuvo envuelta en la escena punk dijo haber asistido al festival, aunque es muy improbable; el local tenía una capacidad para seiscientas personas. De todas maneras, entre los asistentes estaban: Shane MacGowan (después de The Nipple Erectors y The Pogues), Shanne Bradley (de The Nipple Erectors y The Men They Couldn't Hang), Viv Albertine (de The Slits), Chrissie Hynde (después de The Pretenders), Vivienne Westwood (compañera de McLaren y copropietaria de la boutique SEX), Gaye Advert y TV Smith (después de The Adverts), además de un gran número de miembros del Bromley Contingent, la vanguardia de la moda punk.
Desgraciadamente, el acontecimiento quedó manchado por la violencia cuando un vaso, presuntamente lanzado por el batería de Banshees y posterior bajista de Sex Pistols, Sid Vicious, se estampó contra una columna durante la actuación de The Damned, cegando a una joven.